# Mentor-on-the-Lake, Ohio
Mentor-on-the-Lake, Ohio (енгл. Mentor-on-the-Lake) град је у америчкој савезној држави Охајо.

## Демографија
По попису из 2010. године број становника је 7.443, што је 684 (-8,4%) становника мање него 2000. године.
| Група             | 2000.         | 2010.         |
| Белци             | 7.833 (96,4%) | 7.037 (94,5%) |
| Афроамериканци    | 66 (0,8%)     | 136 (1,8%)    |
| Азијати           | 53 (0,7%)     | 75 (1,0%)     |
| Хиспаноамериканци | 97 (1,2%)     | 101 (1,4%)    |
| Укупно            | 8.127         | 7.443         |